# Штормівська сільська рада (Сакський район)
Штормівська сільська́ ра́да — адміністративно-територіальна одиниця та орган місцевого самоврядування в Сакському районі Автономної Республіки Крим. Адміністративний центр — село Штормове.

## Загальні відомості
- Населення ради: 2 301 особа (станом на 2001 рік)

## Населені пункти
Сільській раді підпорядковані населені пункти:
- с. Штормове
- с. Криловка
- с. Попівка
- с. Привітне
- с. Хуторок

## Склад ради
Рада складається з 18 депутатів та голови.
- Голова ради: Абраменко Олександр Володимирович
- Секретар ради: Климович Ольга Володимирівна

### Керівний склад попередніх скликань
| Прізвище, ім'я, по батькові       | Основні відомості                                                                             | Дата обрання | Дата звільнення |
| --------------------------------- | --------------------------------------------------------------------------------------------- | ------------ | --------------- |
| Романюк Андрій Олександрович      | Сільський голова, 1975 року народження, член Соціал-демократичної партії України (об'єднаної) | 26.03.2006   | 14.12.2009      |
| Блохін Валерій Миколайович        | Сільський голова, 1957 року народження, освіта середня спеціальна, безпартійний               | 20.06.2010   | 31.10.2010      |
| Блохін Валерій Миколайович        | Сільський голова, 1957 року народження, освіта середня спеціальна, член Партії регіонів       | 31.10.2010   | 16.12.2012      |
| Абраменко Олександр Володимирович | Сільський голова, 1981 року народження, освіта вища, член Партії регіонів                     | 16.12.2012   |                 |

Примітка: таблиця складена за даними сайту Верховної Ради України

### Депутати
За результатами місцевих виборів 2010 року:
- Кількість мандатів: 18
- Кількість мандатів, отриманих за результатами виборів: 17
- Кількість мандатів, що залишаються вакантними: 1

#### За суб'єктами висування
| Суб'єкт висування                 | Кількість обраних депутатів | %    |
| --------------------------------- | --------------------------- | ---- |
| Самовисування                     | 10                          | 58,8 |
| Партія регіонів                   | 6                           | 35,3 |
| Політична партія «Руська Єдність» | 1                           | 5,9  |

#### За округами
| № округу                          | Прізвище, ім'я, по батькові     | Дата визнання обраним | Освіта  | Партійна приналежність | Відомості про обраного депутата                                 |
| --------------------------------- | ------------------------------- | --------------------- | ------- | ---------------------- | --------------------------------------------------------------- |
| Партія регіонів                   |                                 |                       |         |                        |                                                                 |
| 1                                 | Лапочкина Надія Анатоліївна     | 31.10.2010            | середня | член Партії регіонів   | тимчасово не працює                                             |
| 2                                 | Пукер Артем Валентинович        | 31.10.2010            | вища    | член Партії регіонів   | приватний підприємець                                           |
| 6                                 | Євсеєнко Світлана Василівна     | 31.10.2010            | вища    | член Партії регіонів   | загальноосвітня школа, вчитель                                  |
| 9                                 | Тітова Ірина Петрівна           | 31.10.2010            | вища    | член Партії регіонів   | приватний підприємець                                           |
| 16                                | Сокол Віктор Петрович           | 31.10.2010            | середня | член Партії регіонів   | тимчасово не працює                                             |
| 18                                | Разумовський Микола Іванович    | 31.10.2010            | вища    | член Партії регіонів   | кооператив, голова                                              |
| Політична партія «Руська Єдність» |                                 |                       |         |                        |                                                                 |
| 14                                | Рубченя Любов Яківна            | 31.10.2010            | вища    | позапартійна           | тимчасово не працює                                             |
| Самовисування                     |                                 |                       |         |                        |                                                                 |
| 3                                 | Затулко Ольга Олександрівна     | 04.03.2013            | вища    | член Партії регіонів   | приватний підприємець                                           |
| 4                                 | Кучинський Валентин Степанович  | 02.04.2012            | вища    | член Партії регіонів   | Фермерське господарство «Кенегез», фермер                       |
| 5                                 | Поляков Володимир Володимирович | 31.10.2010            | середня | позапартійний          | база відпочинку, електрик                                       |
| 7                                 | Рожко Анатолій Іванович         | 31.10.2010            | вища    | позапартійний          | приватний підприємець                                           |
| 8                                 | Федотова Галина Григорівна      | 04.03.2013            | вища    | член Партії регіонів   | КП Сакської районної міжгосподарської бази відпочинку, директор |
| 10                                | Нечипоренко Станіслав Якович    | 31.10.2010            | вища    | позапартійний          | фермерське господарство, фермер                                 |
| 11                                | Макурин Іван Кузьмич            | 31.10.2010            | вища    | позапартійний          | пенсіонер                                                       |
| 12                                | Макурин Сергій Миколайович      | 31.10.2010            | вища    | позапартійний          | приватний підприємець                                           |
| 13                                | Абхаіров Ренат Саітович         | 31.10.2010            | вища    | позапартійний          | ветеринарна лікарня, ветлікар                                   |
| 15                                | Алієв Азіз Сейдаметович         | 31.10.2010            | середня | позапартійний          | тимчасово не працює                                             |